# Václav Erban
Mjr. Václav Erban (24. března 1935) je bývalý český televizní moderátor, major Sboru národní bezpečnosti (SNB) a autor detektivek, které publikoval pod pseudonymem Václav Baner. V letech 1978–1989 působil jako starší referent specialista IX. správy Federálního ministerstva vnitra (správa pro politickovýchovnou, vzdělávací, kulturní a propagační činnost FMV) v Ústřední redakci armády, bezpečnosti a brannosti (ÚRABB) Československé televize (ČST), kde uváděl relaci Federální kriminální ústředna pátrá, radí, informuje a patrně také provázel televizním pořadem Fakta, oficiální reakcí ministerstva vnitra na kritiku zásahu proti studentské demonstraci 17. listopadu 1989. Zahrál sám sebe (cameo) v několika filmech. Je spoluautorem scénáře čs. filmu Pavučina (1986).

## Literární dílo
- 1973 – Bez šance – Praha: Magnet
- 1974 – Ani kapka krve – Praha: Magnet
- 1974 – Nůž v zádech – Praha: Magnet
- 1976 – Zrádné vloupání – Praha: Magnet
- 1977 – Rána pod pás – Praha: Magnet

## Moderátor a průvodce
- Federální kriminální ústředna pátrá, radí, informuje – moderátor televizního pořadu
- Mikrofórum pátrá[2] (1984) – vystoupení v pořadu Mikrofórum spolu s Ivo Jahelkou a Tomášem Slámou
- Fakta[5] (1989) – komentář k dokumentárnímu filmu

## Camea
Václav Erban hrál sám sebe v těchto československých filmech a seriálech:
- Koncert (1980)
- Malý pitaval z velkého města, díly Vedoucí partiové prodejny, Kuchařinka (1982)
- Třetí skoba pro Kocoura (1983)
- Černá punčocha (1987)